# Joanna Szwedowska
Joanna Szwedowska (ur. 1956) – dziennikarka radiowa, dokumentalistka, autorka książek i członkini Polskiego PEN Clubu. Od 1984 roku związana z Programem 2 Polskiego Radia, a wcześniej, od 1981 roku, z radiową Trójką. W latach 2005–2007 szefowała Redakcji Publicystyki Kulturalnej w Polskim Radiu, a w latach 2013–2017 kierowała Redakcją Literacką Programu 2.
Autorka licznych audycji literackich, reportaży i dokumentów radiowych. Współautorka słuchowiska dokumentalnego Davida Mairowitza Duchy Warszawy, który reprezentował Polskie Radio na Festiwalu PRIX EUROPA w 1999 roku i doczekał się realizacji w radiofoniach niemieckiej oraz francuskiej. Autorka słuchowisk będących adaptacjami literatury światowej i polskiej, m.in. według utworów Wiesława Myśliwskiego: Widnokrąg, Kamień na kamieniu, Requiem dla gospodyni i Drzewo. Pomysłodawczyni i wieloletnia opiekunka cykli dokumentalnych Zapiski ze współczesności i Opowieści po zmroku w Programie 2.
Odznaczona Srebrnym Krzyżem Zasługi za pracę na rzecz rozwoju Polskiego Radia.

## Książki
- Ziemia i chmury. Z Szewachem Weissem rozmawia Joanna Szwedowska[6], 2002
- Moja Jerozolima, mój Izrael[7], 2004
- Wszystko przez Żydów – subiektywny alfabet Festiwalu Kultury Żydowskiej w Krakowie[8], 2010
- Jerzy Pomianowski. To proste[9], 2015